# 陳江華
陳 江華（チェン・ジアンフア、簡：陈江华、英：Chen Jianghua、1989年3月12日 - ）は、中華人民共和国・広東省広州出身のプロバスケットボール選手である。ポジションはポイントガード。中国プロバスケットボールリーグCBAの広東サザンタイガース所属。188cm、86kg。

## 来歴
12歳の時上海で行われたNIKE主催の3on3コンテストで優勝。その翌年数名の中国で同期のチームメイト達と渡米し、ダラスでプレイ、CCTVで注目される。
14歳の時にニューヨーク・タイムズ紙の表紙を飾り、「アジア人初のガードのNBA選手になるだろう」と評された。その後、アメリカ・バスケットボール・アカデミー(USBA)に留学。
2005年リーボック主催のABCDキャンプに参加し、スラムダンクコンテストで優勝。
2006年、17歳で中国A代表に選ばれ、世界選手権に参加。同年行われたアジアジュニア選手権にも参加。中国を優勝に導き大会MVPを受賞(日本代表との試合では、並里成らを相手に20分の出場で24点。30点差で勝利)。
2008年の北京オリンピックや2012年のロンドンオリンピックでは中国代表としてプレイ。